# Strzelec Białystok
Strzelec Białystok – klub sportowy z siedzibą w Białymstoku, rozwiązany wraz z wybuchem II wojny światowej. W 2020 roku przedwojenna drużyna piłkarska Strzelca została zrekonstruowana w Choroszczy przez Stowarzyszenie LZS Korona Choroszcz i występuje w ogólnopolskiej Retro Lidze.

## Historia
Białostocki  Związek Strzelecki założono  w maju 1921 r. natomiast działająca przy ZW, Strzeleckim  Drużyna Piłki Nożnej ,,Strzelec''  powstała najprawdopodobniej w 1922. W dniu 2.04.1922 rozegrała swój pierwszy mecz z drużyną Amatorzy Białystok, wygrywając 14-1. W roku 1922 drużyna Strzelca rozegrała wiele spotkań, większość wygranych i uchodziła za najlepszy klub w Białymstoku. Pod koniec lat 30 klub występował w rozgrywkach B klasy oraz w A klasie. Drużyna Strzelca w roku 1938 została zasilona przez piłkarzy WKS Jagiellonii Białystok, której to sekcja piłki nożnej w tymże roku została rozwiązana. Strzelec był 7 klubem z Białegostoku, który występował w białostockiej A klasie.
Po wojnie z przyczyn ideowych drużyna Strzelca nie została reaktywowana.  

### LZS Korona Choroszcz
W 2020 roku drużyna Strzelca została reaktywowana w Choroszczy, aby uczestniczyć w rozgrywkach krajowej Retro Ligi, które rekonstruują przedwojenne kluby piłkarskie. Zrekonstruowany Strzelec w latach 2020-2024 czterokrotnie zdobywał tytuły Mistrza Polski Retro Ligi. W 2021 roku zanotował 6 zwycięstw i 1 porażkę. W następnym sezonie 2022 - wygrał 4 mecze, 2 zremisował i 1 przegrał. W sezonie 2023 roku Strzelec wygrał 6 meczów i 1 przegrał i jako pierwszy w historii po raz trzeci z rzędu zdobył  tytuł Mistrza Polski Retro Ligi. W roku 2024 Strzelcy wygrali 6 meczów, 1 zremisowali, kończąc sezon bez porażki ponownie na 1 miejscu. W meczu ostatniej kolejki rozegranym na neutralnym boisku w Sosnowcu, Strzelec wygrał z prowadzącym w tabeli zespołem Lechii Lwów Dzierżoniów 3-2, chociaż do 82 minuty przegrywał 1-2.  
Tradycja przedwojennej drużyny jest w Choroszczy mocno pielęgnowana. W setną rocznicę pierwszego meczu zawodnicy nagrali retrospekcyjny film na terenie ówczesnego boiska w koszarach Traugutta (dziś teren Huty Szkła). Tego samego dnia o godzinie 16 rozegrano mecz z WKS 37 pp Kutno.   

## Sezony
| Poziomy rozgrywkowe | Poziomy rozgrywkowe | Poziomy rozgrywkowe | Poziomy rozgrywkowe | Poziomy rozgrywkowe | Sezony, opis | Sezony, opis | Sezony, opis | Sezony, opis | Sezony, opis | Sezony, opis | Sezony, opis                                                         | Sezony, opis | Sezony, opis     |
| I                   | II                  | III                 | IV                  | V                   | Sezon        | Liga         | Poz.         | Pkt.         | Bramki       | Z/R/P        | Uwagi                                                                | Nazwa        | ZPN              |
| ------------------- | ------------------- | ------------------- | ------------------- | ------------------- | ------------ | ------------ | ------------ | ------------ | ------------ | ------------ | -------------------------------------------------------------------- | ------------ | ---------------- |
| L                   | A                   | B                   | C                   |                     | 1929         |              |              |              |              |              |                                                                      |              | Białostocki OZPN |
| L                   | A                   | B                   | C                   |                     | 1930         |              |              |              |              |              |                                                                      |              | Białostocki OZPN |
| L                   | A                   | B                   | C                   |                     | 1931         |              |              |              |              |              |                                                                      |              | Białostocki OZPN |
| L                   | A                   | B                   | C                   |                     | 1932         |              |              |              |              |              |                                                                      |              | Białostocki OZPN |
| L                   | A                   | B                   | C                   |                     | 1933         |              |              |              |              |              |                                                                      |              | Białostocki OZPN |
| L                   | A                   | B                   |                     |                     | 1934         | Klasa B      | b.d.         |              |              |              |                                                                      | Ognisko      | Białostocki OZPN |
| L                   | A                   | B                   |                     |                     | 1935         | Klasa B      | 1            |              |              |              | Przegrany baraż o klasę A.                                           | Ognisko      | Białostocki OZPN |
| L                   | A                   | B                   |                     |                     | 1936         | Klasa B      | 1            |              |              |              | Z powodu reorganizacji ligi baraże do klasy A nie odbyły się         | Ognisko      | Białostocki OZPN |
| L                   | A                   | B                   |                     |                     | 1936/1937    | Klasa B      | 1            |              |              |              | Awans po barażach                                                    | Ognisko      | Białostocki OZPN |
| L                   | A                   | B                   |                     |                     | 1937/1938    | Klasa A      | 4            | 12           | 20:14        | 5/2/4        | Ognisko Białystok wycofał się z rozgrywek, wszystkie mecze anulowano | Ognisko      | Białostocki OZPN |
| L                   | A                   | B                   |                     |                     | 1938/1939    | Klasa A      | 8            |              |              |              | Zespół wycofał się z rozgrywek, wyniki anulowano                     | Ognisko      | Białostocki OZPN |